# Leiobunum caporiacci
Leiobunum caporiacci is een hooiwagen uit de familie Sclerosomatidae.